# Чемпионат мира по футболу 2026 (отборочный турнир, УЕФА, группа K)
Жеребьёвка отборочного турнира европейской квалификации чемпионата мира 2026 прошла в Цюрихе 13 декабря 2024 года. В группу K зоны УЕФА попали сборные следующих стран: Англия, Сербия, Албания, Латвия и Андорра.
Матчи в группе K проходят с 21 марта по 16 ноября 2025 года.
Сборная, занявшая первое место, выходит в финальную часть чемпионата мира напрямую. Сборная, занявшая второе место, принимает участие в стыковых матчах за право выхода в финальную часть турнира.

## Таблица
| Поз | Команда | И | В | Н | П | МЗ | МП | РМ | О | Квалификация                        |       | Англия | Албания | Латвия | Сербия  | Андорра |
| --- | ------- | - | - | - | - | -- | -- | -- | - | ----------------------------------- | ----- | ------ | ------- | ------ | ------- | ------- |
| 1   | Англия  | 3 | 3 | 0 | 0 | 6  | 0  | +6 | 9 | Квалификация на чемпионат мира 2026 |       | —      | 2:0     | 3:0    | 13 ноя  | 6 сен   |
| 2   | Албания | 3 | 1 | 1 | 1 | 3  | 2  | +1 | 4 | Выход в раунд плей-офф              |       | 16 ноя | —       | 9 сен  | 0:0     | 3:0     |
| 3   | Латвия  | 2 | 1 | 0 | 1 | 1  | 3  | −2 | 3 |                                     |       | 14 окт | 10 июня | —      | 6 сен   | 11 окт  |
| 4   | Сербия  | 1 | 0 | 1 | 0 | 0  | 0  | 0  | 1 |                                     | 9 сен | 11 окт | 16 ноя  | —      | 10 июня |         |
| 5   | Андорра | 3 | 0 | 0 | 3 | 0  | 5  | −5 | 0 |                                     | 0:1   | 13 ноя | 0:1     | 14 окт | —       |         |

## Матчи
Расписание матчей было опубликовано УЕФА после жеребьёвки 13 декабря 2024 года в Цюрихе. Время начала матчей указано центральноевропейское (CET)/центральноевропейское летнее (CEST) (местное время, если оно отличается, указано в скобках).
| Андорра | 0:1     | Латвия   |
| ------- | ------- | -------- |
|         | (отчёт) | Шитс 58′ |

| Англия                       | 2:0     | Албания |
| ---------------------------- | ------- | ------- |
| - Луис-Скелли 20′ - Кейн 77′ | (отчёт) |         |

| Албания                      | 3:0     | Андорра |
| ---------------------------- | ------- | ------- |
| - Манай 9′ 19′ - Узуни 90+2′ | (отчёт) |         |

| Англия                            | 3:0     | Латвия |
| --------------------------------- | ------- | ------ |
| - Джеймс 38′ - Кейн 68′ - Эзе 76′ | (отчёт) |        |

| Андорра | 0:1     | Англия   |
| ------- | ------- | -------- |
|         | (отчёт) | Кейн 50′ |

| Албания | 0:0     | Сербия |
| ------- | ------- | ------ |
|         | (отчёт) |        |

| Латвия              | 1:1     | Албания                  |
| ------------------- | ------- | ------------------------ |
| - Черномордый 45+4′ | (отчёт) | - Черномордый 29′ (авт.) |

| Сербия                        | 3:0     | Андорра |
| ----------------------------- | ------- | ------- |
| - Митрович 12′ 24′ 53′ (пен.) | (отчёт) |         |

| Латвия | –:–     | Сербия |
| ------ | ------- | ------ |
|        | (отчёт) |        |

| Англия | –:–     | Андорра |
| ------ | ------- | ------- |
|        | (отчёт) |         |

| Албания | –:–     | Латвия |
| ------- | ------- | ------ |
|         | (отчёт) |        |

| Сербия | –:–     | Англия |
| ------ | ------- | ------ |
|        | (отчёт) |        |

| Латвия | –:–     | Андорра |
| ------ | ------- | ------- |
|        | (отчёт) |         |

| Сербия | –:–     | Албания |
| ------ | ------- | ------- |
|        | (отчёт) |         |

| Андорра | –:–     | Сербия |
| ------- | ------- | ------ |
|         | (отчёт) |        |

| Латвия | –:–     | Англия |
| ------ | ------- | ------ |
|        | (отчёт) |        |

| Андорра | –:–     | Албания |
| ------- | ------- | ------- |
|         | (отчёт) |         |

| Англия | –:–     | Сербия |
| ------ | ------- | ------ |
|        | (отчёт) |        |

| Албания | –:–     | Англия |
| ------- | ------- | ------ |
|         | (отчёт) |        |

| Сербия | –:–     | Латвия |
| ------ | ------- | ------ |
|        | (отчёт) |        |

## Бомбардиры
Примечание: В скобках указано, сколько голов из общего числа забито с пенальти.
3 гола
- Гарри Кейн

2 гола
- Рей Манай

1 гол
- Мюрто Узуни[англ.]
- Рис Джеймс
- Майлз Луис-Скелли
- Эберечи Эзе
- Дарио Шитс

## Дисквалификации
Игрок получает дисквалификацию на 1 матч за следующие нарушения:
- Красная карточка (отстранение за красную карточку может быть продлено за грубые нарушения).
- 2 жёлтые карточки в 2 разных матчах (дисквалификация за жёлтую карточку может перенестись на стыковые матчи, но не на основной турнир или любые другие международные матчи).

| Команда | Футболист  | Нарушения                                                      | Пропущенные матчи             |
| ------- | ---------- | -------------------------------------------------------------- | ----------------------------- |
| Латвия  | Дарио Шитс | против Андорры (21 марта 2025) · против Англии (24 марта 2025) | против Албании (10 июня 2025) |

## Комментарии
1. ↑  CET (UTC+1) до 29 марта и после 26 октября 2025 года, CEST (UTC+2) с 30 марта по 25 октября 2025 года.